# Kantonsbibliothek Thurgau

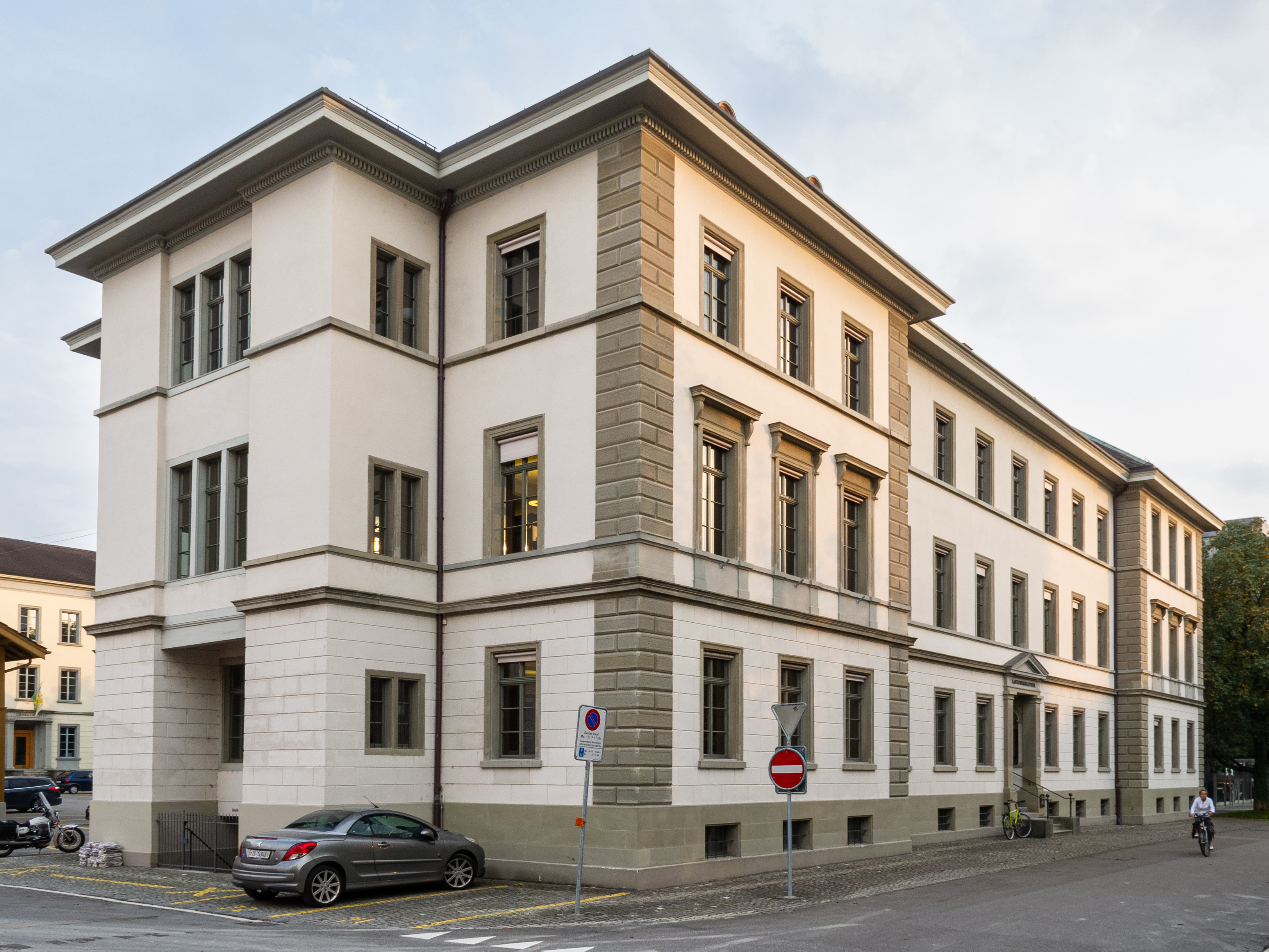
Kantonsbibliothek in Frauenfeld

Die Kantonsbibliothek Thurgau in Frauenfeld (Schweiz) stellt Informationen und Medien bereit und hat den Auftrag, thurgauische Regionalliteratur zu sammeln und zu erschliessen.  Die Benutzung der Kantonsbibliothek steht allen Bevölkerungsteilen offen. Sie ist ein  Bestandteil der kulturellen Grundeinrichtung des Kantons Thurgau und dient der Förderung der wissenschaftlichen Arbeit, sowie der allgemeinen Bildung, dem Lehren und Lernen und ebenso der Unterhaltung von Erwachsenen und Jugendlichen.

## Geschichte

### Von der Gründung bis zur Übernahme der Klosterbibliotheken

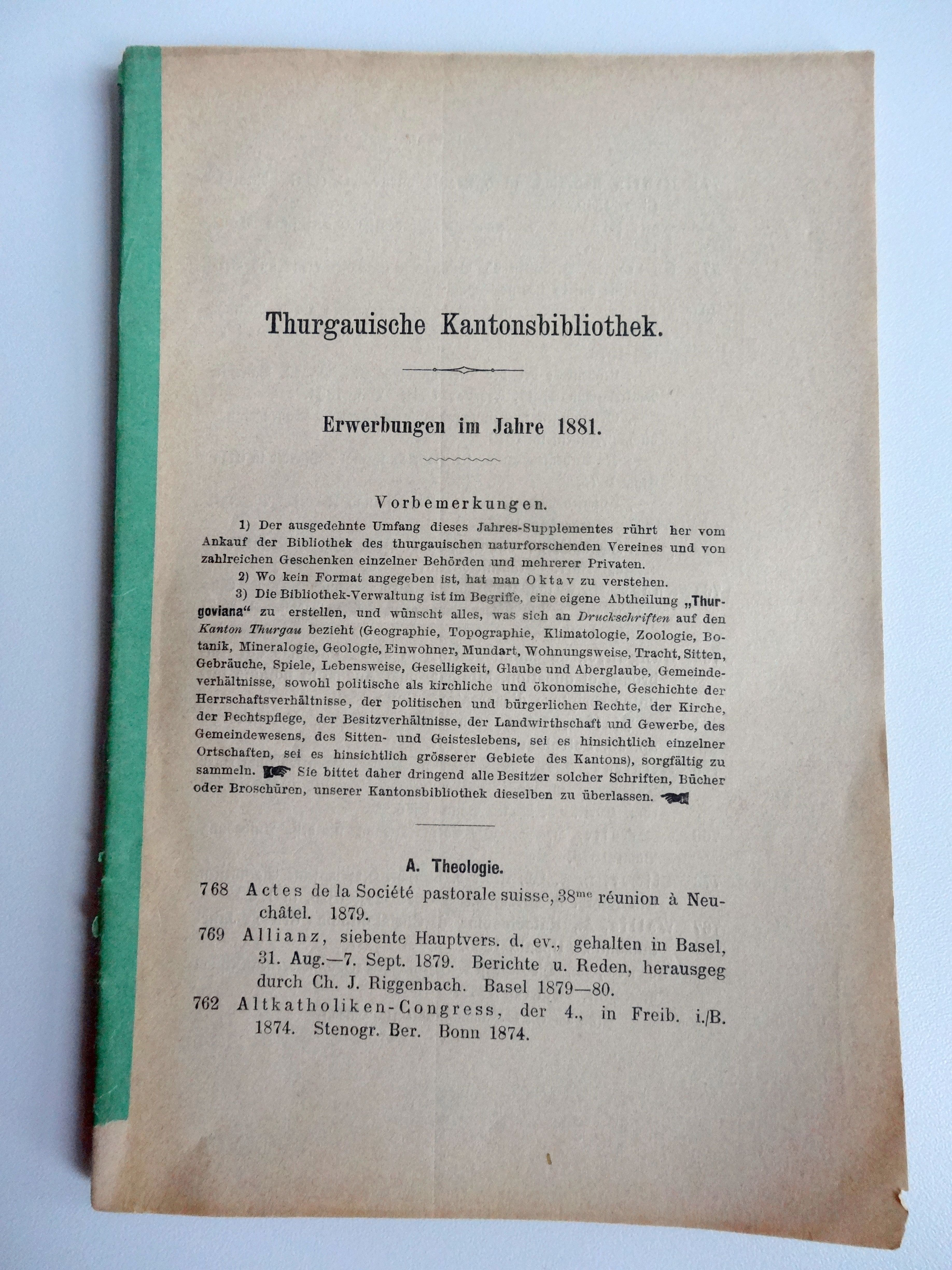
Aufruf zur Sammlung von Thurgoviana. Frauenfeld, 1881

Die Thurgauische Cantons-Bibliothek wurde am 29. Oktober 1805 als Verwaltungsbibliothek des 1803 gegründeten Kantons Thurgau errichtet. Der Bestand umfasste zunächst Gesetzesbücher als Handbibliothek für Ratsmitglieder und die obersten Gerichtsstellen. Er wurde im Schrank der Privatwohnung des ersten Kantonsbibliothekars, Regierungsrat Johannes Morell, aufbewahrt. 1846 erfolgte der Umzug ins Redinghaus an der Zürcherstrasse 180 in Frauenfeld, seit 1807 Sitz der kantonalen Regierung.
Als Folge der Aufhebung der Thurgauer Klöster im Jahr 1848 gelangten 1852 die Bestände der Klosterbibliotheken Fischingen und Ittingen nach Frauenfeld, wo sie auf dem Dachboden der Kantonsschule, dem heutigen Bibliotheksgebäude, eingelagert wurden. Die Werke wurden in den Bestand der Kantonsbibliothek integriert, welcher sich bisher vorwiegend aus rechts- und staatswissenschaftlichen Werken zusammengesetzt hatte. 1858 erschien der erste gedruckte Katalog mit einem Umfang von etwa 5000 Bänden.

### Ankauf der Stadtbibliothek
Der nächste handschriftliche Katalog, 1862 von Kantonsbibliothekar Johann Adam Pupikofer verfasst, enthielt bereits 10'000 Werke. Im gleichen Jahr wurde der Bestand der Klosterbibliothek Kreuzlingen integriert. 1864 erfolgte der Ankauf der Stadtbibliothek Frauenfeld, welche in den 1830er Jahren aus einer städtischen Lesegesellschaft hervorgegangen war. Durch die Übernahme veränderten sich Bestand und Publikum der Kantonsbibliothek, die fortan auch die Funktion einer öffentlichen Bibliothek einnahm. Die Öffnung gegenüber einem breiteren Publikum wurde seitens der Bibliotheksleitung, welche ihre Aufgabe primär im konservativen Bildungsauftrag und der Förderung des wissenschaftlichen Lebens im Kanton sah, zunächst kritisch beobachtet.
1868 zog die Kantonsbibliothek in einen für sie konzipierten Raum im neu erbauten Regierungsgebäude an der Zürcherstrasse 188 in Frauenfeld. Dieser bot Platz für 50'000 Bände. Ausserdem standen der Bibliothek ein Schalterraum und ein Lesesaal zur Verfügung. 1869 wurde die Bibliothek des Klosters St. Katharinental übernommen.
Johannes Meyer, Kantonsbibliothekar von 1880–1912, begründete mit den Thurgoviana eine bis heute ergänzte Abteilung, die alle den Thurgau betreffende Literatur unter einer Signatur versammelte. Meyer war es auch, der 1885/86 einen neuen Gesamtkatalog verfasste, welcher den inzwischen auf etwa 30'000 Bände angewachsenen Bestand in 34 thematische Abteilungen gliederte.

### Umzug ins Gebäude an der Promenade

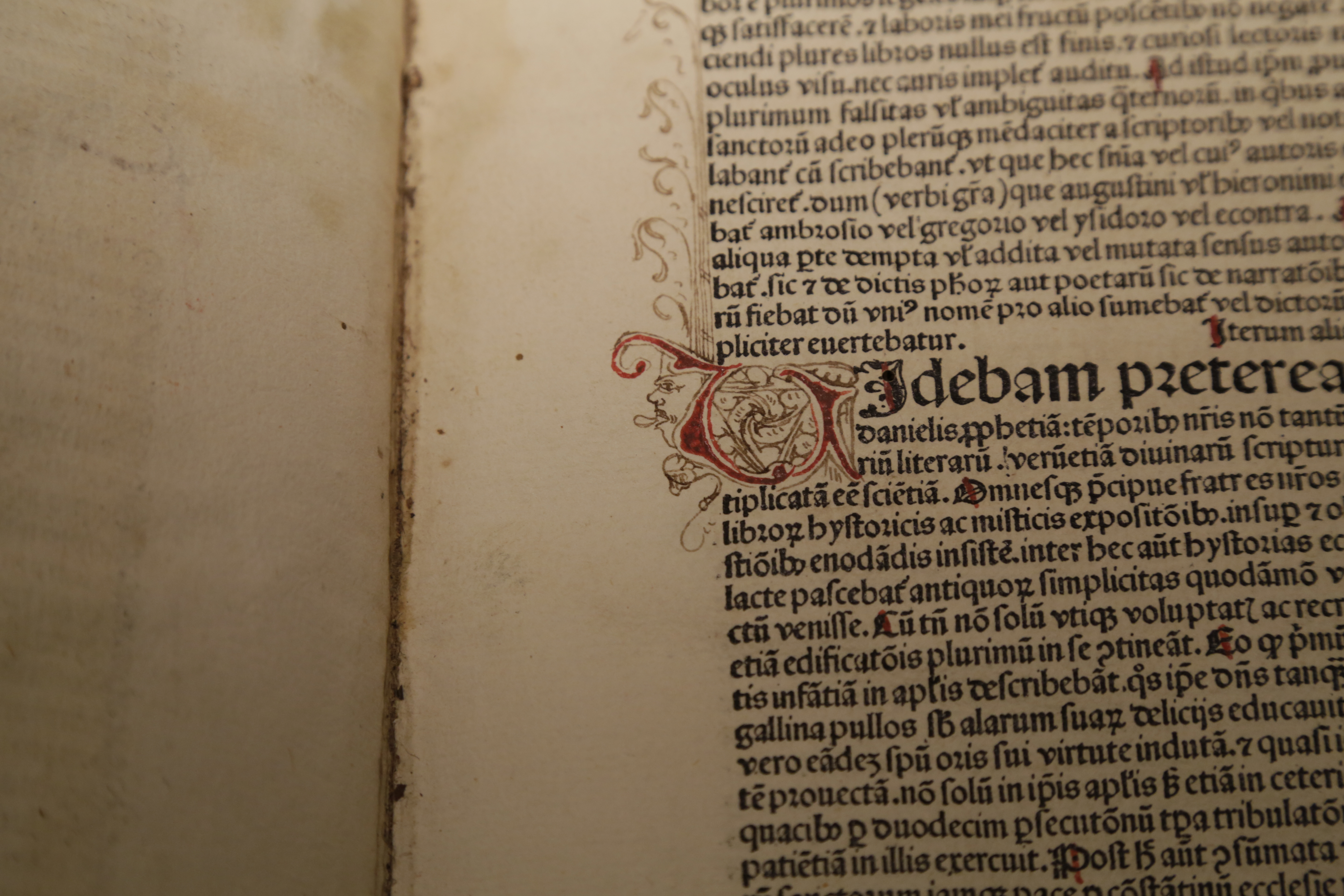
Vinzenz von Beauvais: Speculum Historiale Ausgabe; Nürnberg Anton Koberger 1483 (Kantonsbibliothek Thurgau X 769)

1906 wurde vom Grossen Rat der Bau einer neuen Kantonsschule beschlossen. Bereits damals äusserte der Regierungsrat die Überlegung, die Kantonsbibliothek im alten Kantonsschulgebäude unterzubringen. Der Neubau der Kantonsschule wurde 1911 fertiggestellt, zwei Jahre später zogen die Kantonsbibliothek und das Thurgauer Obergericht in das frei gewordene Gebäude an der Promenade.
Kantonsbibliothekar Friedrich Schaltegger, Leiter der Bibliothek seit 1912, stellte einen ersten Inkunabelkatalog zusammen, welcher die rund 800 Wiegendrucke im Besitz der Kantonsbibliothek verzeichnete.
In den 1930er Jahren kam es zu einer bedeutsamen Differenzierung der Aufgaben, die bis anhin vom Kantonsbibliothekaren bewältigt worden waren: 1938 wurde mit dem Archivneubau eine hauptamtliche Archivarenstelle geschaffen und mit dem ersten Staatsarchivar Bruno Meyer besetzt. Auch die Denkmalpflege, unter der Leitung von Albert Knoepfli, wurde als eigenständiges Amt eingerichtet.
Kantonsbibliothekar Egon Isler, im Amt seit 1933, revidierte in seiner Amtszeit die vorhandenen Kataloge. Er erstellte den ersten, drei Foliobände umfassenden Sachkatalog auf Basis der Dezimalklassifikation. 1954 ersetzte er ihn durch eine Zettelkartei, welche die Eingliederung der Neuzugänge erleichterte.
1959 wurde eine kantonale Kommission für Schulbibliotheken unter dem Präsidium des Kantonsbibliothekars eingerichtet.

### Ende der reinen Magazinbibliothek

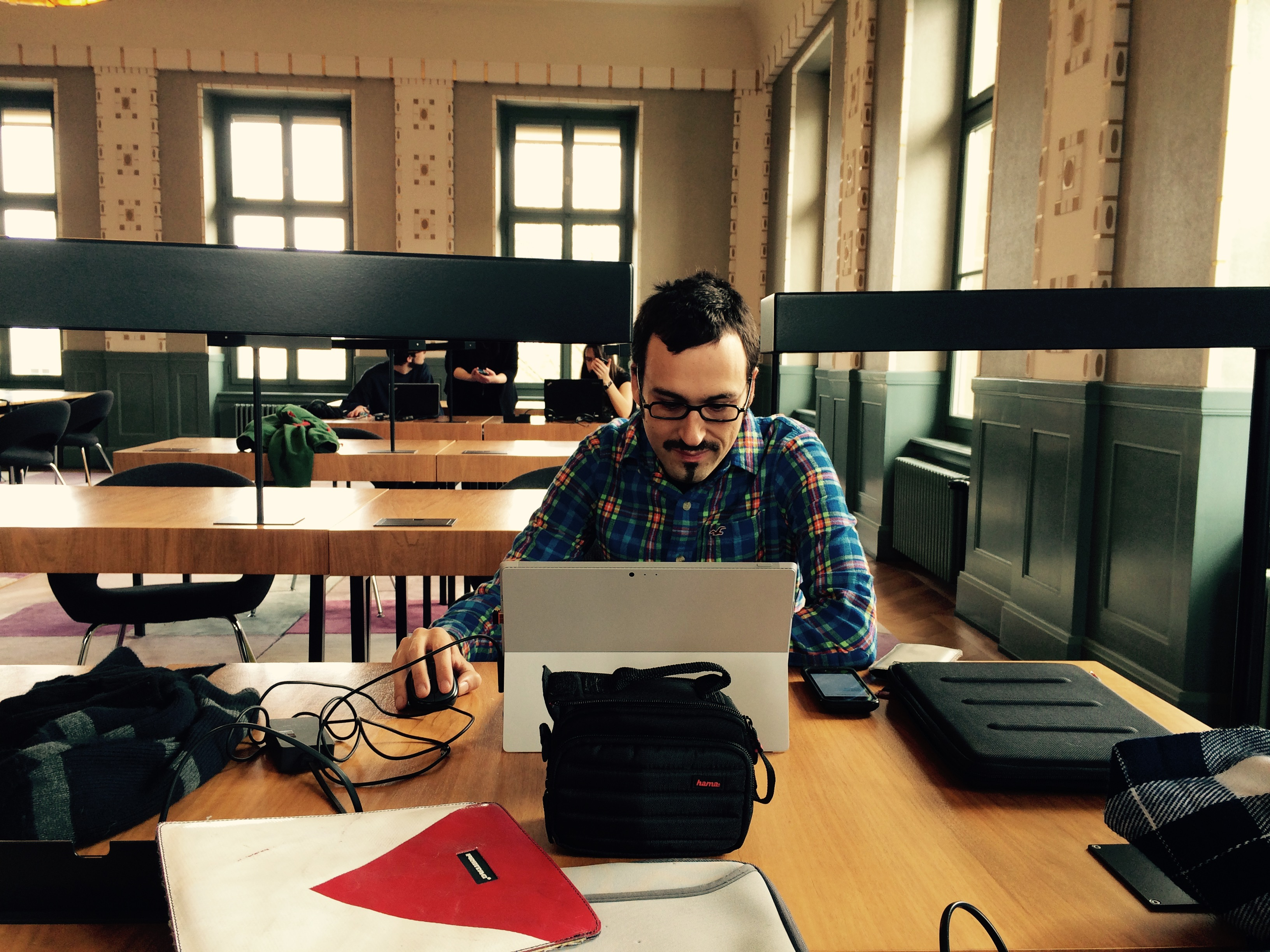
Im Lesesaal (2015)

Seit der Übernahme der Stadtbibliothek 1864 erfüllte die Kantonsbibliothek Thurgau eine breite Palette verschiedener Funktionen: sie war sowohl Verwaltungs-, als auch Schulbibliothek, die wissenschaftliche Bibliothek des gesamten Kantons und zugleich Frauenfelder Stadtbibliothek. Diesen Aufgaben konnte der traditionelle Schalterbetrieb mit Magazinbestellungen je länger, desto weniger gerecht werden. Unter Walter Schmid, dem neuen Kantonsbibliothekar ab 1972, wurde ein Regal mit zunächst 200 bis 250 Neuanschaffungen pro Jahr als Freihandbibliothek konzipiert. Dieses markierte die eigentliche Geburtsstunde der Freihandbibliothek, die den Benutzern den Umweg über Kataloge und Magazin abnahm und zum freien Schmökern und Blättern einlud. In Folge kam es 1983 zur Aufteilung der Kantonsbibliothek in zwei Abteilungen:  Eine Studienbibliothek als reine Magazinbibliothek und eine Freihandbibliothek, die vor allem als Volks- und Jugendbibliothek dienen sollte. Die beiden Abteilungen wurden 2005 anlässlich der Gesamtrenovation des Gebäudes an der Promenade organisatorisch und personell wieder zusammengeführt.

### Leitung
| Zeitraum  | Kantonsbibliothekar/in |
| --------- | ---------------------- |
| 1805–1835 | Johannes Morell        |
| 1835–1857 | Andreas Stähele        |
| 1858–1862 | Johannes Herzog        |
| 1862–1879 | Johann Adam Pupikofer  |
| 1880–1912 | Johannes Meyer         |
| 1912–1925 | Friedrich Schaltegger  |
| 1925–1926 | Walter Gonzenbach      |
| 1926–1933 | Julius Rickenmann      |
| 1933–1972 | Egon Isler             |
| 1972–1993 | Walter Schmid          |
| 1993–2009 | Heinz Bothien          |
| 2009–2012 | Monika Mosberger       |
| seit 2012 | Bernhard Bertelmann    |

## Bestand

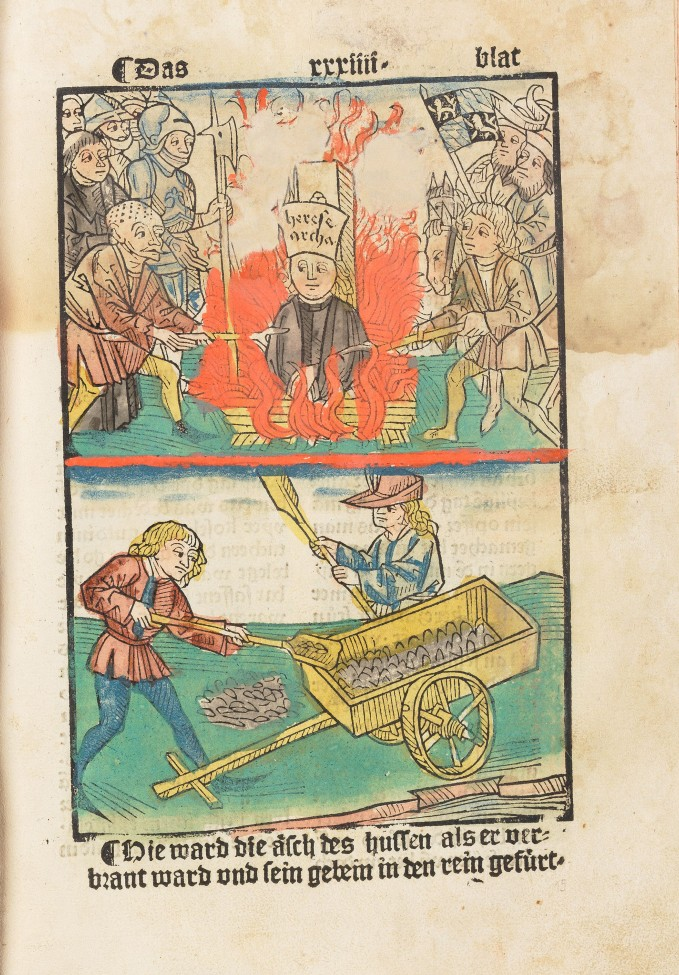
Ulrich von Richental: Concilium zu Konstanz. Augsburg: Anton Sorg, 1483. Kantonsbibliothek Thurgau, X 656, 15r.

Der Bestand der Kantonsbibliothek Thurgau umfasst gegen 300'000 Medien, darunter 500 laufende Zeitschriften und Zeitungen sowie Nonbooks. Der historische Bestand umfasst ca. 400 Handschriften, 643 Inkunabeln und über 600 Postinkunabeln, rund 10'000 Alte Drucke des 16. bis 18. Jahrhunderts sowie diverse Musikalien und Karten. Das Hauptsammelgebiet der Bibliothek, die als Kantonsbibliothek die Aufgabe hat, sämtliche Literatur über den Thurgau sowie Schriften von Thurgauischen Autoren zu sammeln, sind die Thurgoviana.

## Digitale Angebote
Im Rahmen ihrer digitalen Angebote ist die Kantonsbibliothek Thurgau unter anderem Mitglied der Digitalen Bibliothek Ostschweiz. Die E-Medien (zum Beispiel: E-Books, E-Papers, E-Audios, E-Music und E-Videos) werden durch den Zugang zum Genios Presseportal ergänzt, in dem über 300 vor allem deutschsprachige Tages- und Wochenzeitungen online aufgerufen und recherchiert werden können.

## Katalog
Der elektronische Katalog der Kantonsbibliothek Thurgau verzeichnet auch Bestände von kantonalen Ämtern und hat über 100'000 Titelaufnahmen registriert.
Alle Bestände aus dem Bücher- und Medienbereich, die sich seit 1960 in der Kantonsbibliothek befinden, sind im OPAC (Online Public Access Catalog) erfasst und können elektronisch abgefragt werden.

## Netzwerke
Die Kantonsbibliothek Thurgau ist Partnerin des Netzwerks für Wissenschaft und Forschung Thurgau Wissenschaft.